# Dante Liano
Dante José Liano Quezada (Chimaltenango, 7 novembre 1948) è uno scrittore e critico letterario guatemalteco, Premio Nazionale della Letteratura del Guatemala Miguel Angel Asturias nel 1991 e finalista del Premio Herralde de Novela nel 1987 e 2002.

## Biografia
Laureato in Letteratura alla Università San Carlo di Città del Guatemala nel 1973, nel 1977 consegue il dottorato in Letteratura presso l'Università degli Studi di Firenze. La situazione politica del Guatemala, che vive in quegli anni forti repressioni, lo costringe a rimanere in Italia dal 1980. Insegna lingua spagnola  all'Università di Bologna, lingua e letteratura spagnola all'Università di Feltre e all'Università di Brescia e Letteratura Ispanoamericana all'Università Statale di Milano. Attualmente vive e insegna a Milano come docente di Lingua e Letteratura Spagnola e Letteratura Ispanoamericana all'Università Cattolica del Sacro Cuore. Visita frequentemente il suo Paese di origine.

## Opere

### Saggistica
- Literatura y funcionalidad cultural en Fray Diego de Landa, con un'antologia di testi, Roma, Bulzoni, 1988.[2]

- La prosa española en la América de la Colonia, Roma, Bulzoni, 1992.[2]
- Edizione filologica e coordinazione dell'edizione critica di Rafael Arévalo Martínez, El hombre que parecía un caballo, Paris-Roma-Madrid, Colección Archivos de la literatura latinoamericana, 1997.[2]
- Visión crítica de la literatura guatemalteca, Guatemala, Editorial Universitaria, 1998. "Studio introduttivo di Miguel Ángel Asturias, La arquitectura de la vida nueva", Roma, Bulzoni, 1999, pp. 9-51.[2]
- La obsesión histórica en Arturo Arias, en AA.VV. Cambios estéticos y nuevos proyectos culturales en Centroamérica, Edición e introducción por Amelia Mondragón, Literal Books, Washington, 1994.[2]
- Augusto Monterroso, in Dictionary of Literary Bibliography, Vol 145: Modern Latin American Fiction Writers, 2nd. session, Detroit-Washington-London, A Bruccoli Clark Layman Book, 1994.[2]
- Cardoza y Asturias, en R. di Prisco, A. Scocozza (coord.) Literatura y política en América Latina, Actas del Congreso, Salerno 6-8 de mayo de 1993, Caracas, Ediciones La Casa de Bello, 1995.[2]
- Sobre El tiempo principia en Xibalbá, de Luis de Lion, in USAC, Revista de la Universidad de San Carlos, Guatemala, Universidad de San Carlos de Guatemala, n. 1, ene. 1995.[2]
- La importancia de llamarse Tito, in USAC, Revista de la Universidad de San Carlos, Guatemala, Universidad de San Carlos de Guatemala, n. 4, oct-dic 1995.[2]
- La marginalidad integrada de Rafael Arévalo Martínez, Un lume nella notte. Studi di iberistica che allievi e amici dedicano a Giuseppe Bellini. A cura di Silvana Serafín, Roma, Bulzoni, 1997.[2]
- La vida no vale nada, Studi di letteratura ispano-americana, n.8, Roma, Bulzoni, 1999, pp. 133-146. "Vida nueva, nación nueva: indígenas y ladinos en Asturias", 1899/1999.[2]
- Vida, obra y herencia de Miguel Ángel Asturias, Catálogo de la Exposición Organizada por la UNESCO y la Colección Archivos, París, Colección Archivos, 1999.[2]

### Narrativa
- El lugar de su quietud, 1989.[3]
- El hombre de Montserrat, 1994.[3]
- El misterio de San Andrés, 1996.[3]
- El hijo de casa, 2002.[3]
- Pequeña historia de viajes, amores e italianos, 2008.[3]
- El abogado y la señora, 2017.[3]
- Requiem por Téresa, 2019.[3]